# Музеи Брянской области
Список музеев, находящихся в Брянской области:
- Брянский краеведческий музей
- Музей хрусталя Дятьковского хрустального завода
- Мемориальный комплекс «Партизанская поляна»
- Парк-музей имени А. К. Толстого
- Музей братьев Ткачевых
- Музей-усадьба Ф. И. Тютчева
- Музей-усадьба А. К. Толстого
- Музей Козьмы Пруткова
- Карачевский краеведческий музей
- Брянский литературный музей
- Городской выставочный зал Брянска
- Юдиновский историко-археологический музей
- Климовский музей Дружбы народов
- Суражский краеведческий музей
- Сещинский музей интернационального подполья
- Стародубский краеведческий музей
- Почепский краеведческий музей
- Унечский филиал Брянского государственного краеведческого музея
- Унечская картинная галерея Брянской области
- Севский филиал Брянского объединенного краеведческого музея
- Музей истории партизанского движения на Брянщине
- Погарский музей "Радогощ"